# ديفيد غيمل
ديفيد غيمل (بالإنجليزية: David Gemmell)‏ هو كاتب بريطاني، ولد في 1 أغسطس 1948 في لندن في المملكة المتحدة، وتوفي في 28 يوليو 2006 في هيستينغز في المملكة المتحدة.

## النشأة
ولد ديفيد غيمل عام 1948 غرب لندن. ترعرع مع والدته بمفردهما حتى عمر السادسة، وقد عانى من طفولة قاسية في منطقة حضرية صعبة، وتعرض للتنمر والاستهزاء من أقرانه، وربما يعود ذلك جزئياً لغياب والده، وغالباً ما كان يتعرض لإصابات خطيرة بسبب القتال. فضَّل غيمل قراءة الكتب على القتال، واضطر إلى تعلُّم الملاكمة على يد زوج والدته، الذي أصر على أن يعلمه كيفية الدفاع عن نفسه دون «الاختباء وراء الجدران أو الهروب». أثَّرت هذه الفلسفة في الكثير من كتابات غيمل اللاحقة. طُرد غيمل من المدرسة في سن السادسة عشر لتنظيمه ألعاب قمار ضمن المدرسة، واعتقل عدة مرات عندما كان شاباً، ووصفه تقرير أحد علماء النفس في ذلك الوقت بأنه معتوه نفسي.
عمل غيمل في عدة مجالات وهو شاب، مثل مساعد سائق شاحنة، وحارس ملهى ليلي، وأخيراً ساعدته والدته في الدخول لمقابلة عمل مع صحيفة محلية، ورغم أنه كان الأقل كفاءةً من بين مئة متقدم، ولكنه نجح في الحصول على الوظيفة بسبب أسلوبه الاستعراضي أثناء المقابلة عرضه الغطرسة أثناء المقابلة. بدأ غيمل العمل كصحفي في العديد من الصحف المحلية، وأصبح في نهاية المطاف رئيس تحرير، بالإضافة لعمله كصحفي مستقل في الديلي ميل والديلي ميرور والديلي إكسبريس.
دعم غيمل حملة رئيس وزراء حزب العمل هارولد ويلسون في ستينيات القرن الماضي بسبب نشأته الاشتراكية. على الرغم من أنه دعم سياسات تاتشر الخارجية، وخاصة حرب الفوكلاند، وكذلك وجهات نظر ريغان حول العلاقات بين الشرق والغرب.

## الكتابة
حاول غيمل كتابة رواية في السبعينيات، لكنه لم يوفق في العثور على دار ناشر تتبنى روايته «رجل من ميامي». اعترف لاحقاً أن هذه الرواية كانت سيئة للغاية. شُخصت إصابة غيمل بالسرطان في عام 1976، فبدأ كتابة رواية حصار دروس ديلنوخ بهدف نشرها قبل وفاته. كتب غيمل الرواية خلال أسبوعين، وحكت قصة حصار تعرضت له قلعة وصمدت ضد الأخطار الكبيرة المحدقة بها. علم غيمل لاحقاً أن التشخيص كان خاطئاً فتخلى عن فكرة نشر الرواية حتى عام 1980، لكن أحد أصدقائه أقنعه بضرورة نشر الرواية عندما قرأ المخطوطة. قبلت إحدى نور النشر تبني الرواية في عام 1982 ونُشرت في عام 1984 تحت عنوان جديد هو «الأسطورة»، وحققت نجاحاً تجارياً كبيراً. قال غيمل لاحقاً على الرغم من وجود كل العيوب التي تتوقعها في رواية أولى، إلا أن كتابة رواية الأسطورة كانت فترة ذهبية في حياته، مشيراً إلى أنها المفضلة لديه من بين جميع رواياته، وأضاف أنه على الرغم من إمكانية كتابتها بشكلٍ أفضل بعد أن أصبح كاتباً محترفاً، لكن روح هذه الرواية لن تكون أفضل حتى لو حُسِّن أسلوبها. استمر غيمل في ممارسة مهنته الصحفية بالإضافة لكتابة الروايات حتى نشر روايته الثالثة «وايلاندر» في عام 1986، ففصل من الصحيفة لأنه استخدام أسماء زملائه في العمل كشخصيات في الرواية.
أصبح غيمل بعد نشر وايلاندر كاتباً بدوام كامل، حيث كتب أكثر من ثلاثين رواية، بعضها أجزاء من سلاسل طويلة، والبعض الآخر أعمال مستقلة. كانت معظم رواياته من النوع الخيالي البطولي، وبيع من رواياته أكثر من مليون نسخة.

## وصلات خارجية
- ديفيد غيمل على موقع ديسكوغز (الإنجليزية)